# Jerome Isaac Friedman
Jerome Isaac Friedman (Chicago, EUA, 1930) és un físic i professor universitari estatunidenc guardonat amb el Premi Nobel de Física l'any 1990.

## Biografia
Va néixer el 28 de març de 1930 a la ciutat de Chicago, situada a l'estat nord-americà d'Illinois, en una família d'arrels russes. Va estudiar física a la Universitat de Chicago, sota la supervisió d'Enrico Fermi, on es doctorà el 1956.
Va iniciar els seus treballs de recerca a la Universitat de Chicago al costat d'Enrico Fermi, i es traslladà posteriorment a la Universitat Stanford, i el 1960 a l'Institut Tecnològic de Massachusetts (MIT).

## Recerca científica
A Stanford, va relacionar-se amb Henry Way Kendall i Richard Edward Taylor, amb els quals inicià les seves investigacions al voltant de les partícules hipotètiques, descrites per Murray Gell-Mann i George Zweig, que resoldrien el problema de les partícules elementals (protó, electró i neutró).
La recerca d'aquest grup, iniciada primer en l'accelerador de partícules lineal de Stanford i continuada posteriorment al MIT, els va conduir a la conclusió que els quarks no són únicament un model conceptual de l'estructura de la matèria, sinó una realitat física. Per aquest treball, els tres científics foren guardonats amb el Premi Nobel de Física l'any 1990.